# Coleobonzia themedae
Coleobonzia themedae är en spindeldjursart som först beskrevs av Den Heyer 1977.  Coleobonzia themedae ingår i släktet Coleobonzia och familjen Cunaxidae. Inga underarter finns listade i Catalogue of Life.